# 倉野尾成美
倉野尾 成美（くらのお なるみ、2000年〈平成12年〉11月8日 - ）は、日本のアイドル、YouTuber。女性アイドルグループAKB48のメンバー、AKB48グループ総監督（4代目）を務める。AKB48ではチーム4に所属しキャプテンを務めた。チーム8 元熊本県代表。ガールズグループUNLAMEの元メンバー。熊本県荒尾市出身。株式会社DH所属。

## 経歴
小学生のころはモデルになるのが夢で、スカウトを受けたこともあった。中学1年の時にHKT48のファンの友人に影響されてAKB48グループに興味を持ちはじめ、オーディションを受けることになる。2013年にHKT48 第3期生オーディションにおいて仮研究生になるも、セレクション審査前にキッズモデルとしての仕事が入ったため辞退した。2014年、『AKB48 Team 8 全国一斉オーディション』に熊本県代表として合格。
同年8月5日にAKB48劇場にて行われたチーム8「PARTYが始まるよ」公演の初日公演に出演し、劇場デビュー。
2015年9月13日から27日にかけて放送された『AKB48 ネ申テレビ シーズン19』（ファミリー劇場）の合宿企画第2弾「チーム8合宿2015夏」において、AKB48 チーム8 2nd Stage「会いたかった」公演の初日出演メンバーおよびセンターポジションに選ばれ、9月5日に行われた同公演の初日公演よりセンターを務めた。
2016年5月から6月にかけて実施された『AKB48 45thシングル 選抜総選挙』では34位で、選抜総選挙にチーム8からは坂口渚沙（70位）とともに初めてランクインし、ネクストガールズに選出された。
2017年1月14日に自身初のソロコンサート『新春!チーム8祭り〜倉野尾成美の乱〜』をTOKYO DOME CITY HALLで開催した。
同年5月から6月にかけて実施された『AKB48 49thシングル 選抜総選挙』では30位で、アンダーガールズに選出された。
8月5日に公開された映画「劇場版 仮面ライダーエグゼイド トゥルー・エンディング」にて、女子高生役で映画初出演。
12月8日に開催された『AKB48劇場12周年特別記念公演』において新チーム体制への移行が発表され、2018年4月よりチームK兼任となった。
2018年3月14日発売のAKB48 51stシングル「ジャーバージャ」で、シングル表題曲における初選抜となった。また、51stシングルの発売当日にTwitterにて個人での公式アカウントを開設した。
同年5月から6月にかけて実施された『AKB48 53rdシングル 世界選抜総選挙』では49位となり、フューチャーガールズに選出。53rdシングル「センチメンタルトレイン」に収録の「ある日 ふいに…」でセンターポジションを務めた。
2019年、出身県である熊本県の阿蘇郡南阿蘇村が、熊本地震からの復興を目指すプロジェクトである『熊本県南阿蘇村大応援プロジェクト』を展開することとなり、同年7月17日に都内で行われたプロジェクト発表会とPR大使任命状授与式に、吉良清一村長と共に出席。同日付で倉野尾が南阿蘇村観光PR大使に就任した。特設サイトなどで南阿蘇村のPR活動を行った。
2021年2月28日にYouTubeの個人チャンネル「naruchannel」を開設。2020年1月21日に行われたAKB48単独コンサートにおいて個人チャンネルを開設することが発表されていた。3月21日には神田明神にて、例年より2ヶ月遅れて行われたAKB48の新成人メンバーによる合同成人式に参加し、記念撮影でセンターポジションに立った。
同年12月8日に開催された『AKB48劇場16周年特別記念公演』において組閣発表が行われ、新チーム4のキャプテンに任命された。
2022年2月17日にYouTubeのチャンネルを下尾みうとの共同チャンネル「なるたおちゃんねる」へ変更。
2023年2月24日、初主演映画『いちばん逢いたいひと』公開。同年4月末でのチーム8の活動休止に伴い、5月1日よりチーム4専任のメンバーとなった。同年9月、オーディション番組「OUT OF 48」で審査を勝ち抜き、ガールズグループ『UNLAME』のメンバーとなる。同年12月31日に開催された『AKB48劇場大晦日公演〜年忘れアイドルの歌2023〜』公演において、AKB48グループ総監督の向井地美音から次期総監督に指名された。
2024年3月17日にぴあアリーナMMで開催された「AKB48春コンサート 2024 inぴあアリーナMM 昼の部〜未来が目にしみる〜」より新体制がスタートし、AKB48グループ4代目総監督となる。同年3月29日、「OUT OF 48」の番組最終回にて、AKB48グループ4代目総監督との両立は難しいと判断し、同年3月31日をもってUNLAME（アンレイム）メンバーを卒業した。同年10月15日、出身地である荒尾市から「あらお観光大使」の委嘱を受けた。

## 人物
愛称は、なる。
3姉妹の次女。
負けず嫌いな性格であり、チーム8のなかでは「誰にも負けたくない」という思いが一番強いと言う認識を持っている。2018年11月18日に行われたラジオ番組『bayfm MEETS AKB48 13th Stage 〜Because〜』の公開収録イベントでは、「（自分が）頑張れる理由は？」という題に対して負けず嫌いなことと答えており、「できない自分にもイライラするし、自分より出来ている子を見ると『負けたくない！』って思います。負けず嫌いが力になっています」と述べている。また完璧主義者を自認している。
特技はけん玉、一輪車。特にけん玉は活動初期のころから得意なことの一つに挙げており、チーム8として出演したイベントでも何度か披露していたほか、2018年にはWOODONE けん玉ワールドカップ廿日市 2018の大会で使用される公式トリックビデオにも出演した。
趣味は映画鑑賞。中高生のころはホテルでの生活が多かったため、スタッフから勧められたことをきっかけに映画を観るようになった。映画館や舞台の半券などを集めてファイルに保存しており、ファイリングの最初の作品は『劇場版 私立バカレア高校』。
好きな漫画は「ONE PIECE」。アニメで主人公ルフィの声優を務める田中真弓は憧れの存在。
好きな食べ物はかき氷。年間で300杯近くもかき氷を食べたときもある。
AKB48でのキャッチフレーズは「みんなと一緒に笑顔になるなる！」。

## AKB48での参加楽曲

### シングル選抜楽曲
- 「心のプラカード」に収録
  - 47の素敵な街へ - 「Team 8」名義
- 「希望的リフレイン」に収録
  - 制服の羽根 - 「Team 8」名義
- 「Green Flash」に収録
  - 挨拶から始めよう - 「Team 8」名義
- 「僕たちは戦わない」に収録
  - 汚れている真実 - 「チーム8選抜」名義
- 「唇にBe My Baby」に収録
  - あまのじゃくバッタ - 「Team 8」名義
- 「翼はいらない」に収録
  - 夢へのルート - 「Team 8」名義
- 「LOVE TRIP/しあわせを分けなさい」に収録
  - 進化してねえじゃん - 「ネクストガールズ」名義
- 「ハイテンション」に収録
  - 抑えきれない衝動 - 「ウェイティングサークル」名義
  - 思春期のアドレナリン - 「Team 8 WEST」名義
- 「シュートサイン」に収録
  - アクシデント中 - 「AKB48 U-19選抜」名義
- 「願いごとの持ち腐れ」に収録
  - 点滅フェロモン
- 「#好きなんだ」に収録
  - だらしない愛し方 - 「アンダーガールズ」名義
- 「11月のアンクレット」に収録
  - 生きることに熱狂を! - 「Team 8」名義
  - 微笑みの瞬間 - 「7秒後、君が好きになる。」名義
  - 法定速度と優越感 - 「U-17選抜」名義
- ジャーバージャ
  - Position - 「AKB48若手選抜」名義
- 「Teacher Teacher」に収録
  - 終電の夜 - 「Team K」名義
  - 蜂の巣ダンス - 「Team 8」名義
- 「センチメンタルトレイン」に収録
  - ある日 ふいに… - 「フューチャーガールズ」名義
  - 百合を咲かせるか?
- NO WAY MAN
- 「ジワるDAYS」に収録
  - Generation Change - 「AKB48カップリング選抜」名義
- サステナブル
  - 好きだ 好きだ 好きだ - 「Team 8」名義
- 「失恋、ありがとう」に収録 
  - ジタバタ - 「Team 8」名義
  - 愛する人
- 根も葉もRumor
  - 離れていても
  - 西高東低 - 「Team 8」名義
- 元カレです
  - アンジー - 「Team 4」名義
- 久しぶりのリップグロス
  - わがままメタバース - 「AKB48 SURREAL」名義、「NARU」として参加
- どうしても君が好きだ
  - サヨナラじゃない - 「Team 8」名義
  - Wonderland - 「AKB48 SURREAL」名義
- アイドルなんかじゃなかったら
  - 全力反抗期 - 「ガールズドライブ」名義
- カラコンウインク
- 恋 詰んじゃった
  - ピンと来た - 「星屑テレパス選抜」名義
- まさかのConfession
  - 桜の花びらたち 2025
- Oh my pumpkin!

### アルバム選抜楽曲
『ここがロドスだ、ここで跳べ!』に収録
- へなちょこサポート - 「Team 8」名義

『0と1の間』に収録
- 一生の間に何人と出逢えるのだろう - 「Team 8」名義

『僕たちは、あの日の夜明けを知っている』に収録
- ごめんね、好きになっちゃって…

『なんてったってAKB48』に収録
- 時をかける少女 - （原田知世のカバー）
- なんてったってアイドル - （小泉今日子のカバー）
- LOVEマシーン - （モーニング娘。のカバー）

### 配信限定楽曲
- 近いのに離れてる
- 恋人いない選手権
- Oh my pumpkin!（AKB48 members ver.）

### 劇場公演ユニット曲
チーム8「PARTYが始まるよ」公演
- スカート、ひらり
- 星の温度

チーム8「会いたかった」公演
- 嘆きのフィギュア
- 渚のCHERRY
- 背中から抱きしめて（横道侑里のユニットアンダー）
- リオの革命

 「サムネイル」公演
- すべては途中経過（小嶋真子のユニットアンダー）
- ひび割れた鏡

「君も8で泣こうじゃないか」公演
- 私は私（ノースリーブス 1stアルバム「ノースリーブス」に収録）

込山チームK「RESET」公演
- 制服レジスタンス（小嶋真子のユニットアンダー）
- 逆転王子様（込山榛香のユニットアンダー）
- 明日のためにキスを

湯浅順司「その雫は、未来へと繋がる虹になる。」公演
- 10クローネとパン
- フルーツ・スノウ
- 純愛のクレッシェンド

「僕の夏が始まる」公演
- Oh! Baby!

倉野尾チーム4「サムネイル」公演
- コイントス（村山彩希のユニットアンダー）
- 過ち
- ひび割れた鏡（村山彩希のユニットアンダー）
- バケット

リバイバル公演「僕の太陽」
- アイドルなんて呼ばないで（佐藤妃星のユニットアンダー）
- ヒグラシノコイ（田北香世子のユニットアンダー）
- 愛しさのdefence（佐藤妃星のユニットアンダー）

「ここからだ」公演
- クリスマスリング

## 作品

### 映像作品
- AKB48 Team 8 SOLO CONCERT 新春!チーム8祭り 小栗有以の乱／倉野尾成美の乱／坂口渚沙の乱（2017年8月8日、AKS、AKB-D2356/7）

## コンサート
- チーム8 倉野尾成美ソロコンサート「新春!チーム8祭り〜倉野尾成美の乱〜」（2017年1月14日、TOKYO DOME CITY HALL）[13]

## 出演

### テレビドラマ
- マジムリ学園（2018年7月26日 - 9月27日、日本テレビ） - スミレ / 山本菫 役[48]
- イミテーションラブ（2019年3月8日 - 3月29日、テレビ東京） - 倉敷奈々 役[49][50]
- 意味が分かると怖い配信停止になった婚活ドキュメンタリー（2023年10月22日 - 11月26日、テレビ朝日） - 古瀬加奈子 役[51][52]
- 星屑テレパス（2024年6月26日 - 8月28日、テレビ東京） - 照屋音々 役[53][54]

### その他のテレビ番組
- 若っ人ランド（2014年11月1日 - 2020年3月、テレビ熊本） - 月1準レギュラー[55][56]
- 行かない旅（2024年11月17日・11月24日・12月1日・12月8日、山梨放送）

### ラジオドラマ
- 下町ロケット（2020年10月5日 - 2024年9月23日、九州朝日放送（KBCラジオ）） - 佃利菜 役[57]
- アキラとあきら（2024年9月30日 - 、九州朝日放送（KBCラジオ）） - 水島カンナ 役[58]

### その他のラジオ番組
- リッスン? 2-3（2017年7月6日 - 27日、文化放送） - 月間パーソナリティー[59]
- AKB48 Team 8 今夜は帰らない…（2019年4月29日 - 2022年9月26日、CBCラジオ）※西軍の軍師を担当[60]。
- AKB48 倉野尾成美のMinami Aso Goodラジオ（2020年1月9日 - 3月26日、KBCラジオ）[61]
- HADO NIGHT！元気になるなる！チーム4ラジオ！（2023年1月4日 - 25日、bayfm） - MC[62]
- ミヤリサン製薬ラジオ劇場下町ロケット特番 倉野尾成美の下町ラジオ（2023年9月24日、KBCラジオ）[63]

### 映画
- 劇場版 仮面ライダーエグゼイド トゥルー・エンディング（2017年8月5日公開、東映） - 女子高生 役[64]
- YOU達HAPPY 映画版 ひまわり（2018年9月1日公開、キグー） - 倉野尾成美（本人） 役[65][66]
- 未成仏百物語〜AKB48 異界への灯火寺〜「宇宙人」（2021年9月10日公開、キグー） - 涼子 役[67][68]
- いちばん逢いたいひと（2023年2月17日広島先行公開[69][70] / 2月24日全国公開[71]、渋谷プロダクション） - 主演・笹川楓 役[72][30][73] ※初主演作
- ガールズドライブ（2023年11月10日公開、キグ―） - 主演・迫宮玲奈 役[注 3][74]
- ハオト（2025年8月8日公開、渋谷プロダクション、丈監督）- 真関智世 役[75]

### 舞台
- リーディングシアター「恋工場」（2016年9月18日、ベルサール渋谷ガーデン Cホール）[76]
- 舞台版「マジムリ学園」（2018年10月19日 - 28日、日本青年館ホール） - スミレ 役[77]
- Bee School（2019年9月4日 - 13日、品川プリンスホテル クラブeX） - ミッツ 役[78][79][80]
- 舞台「マジムリ学園_蕾-RAI-」（2021年3月27日 - 4月4日、天王洲 銀河劇場） - スミレ / 夜叉 役[81][82]
- AKB48 Team 8「KISS 8」（キス バイ エイト）-8th Anniversary Special Performance-（2022年5月13日 - 21日、天王洲 銀河劇場）[83][84][85]
- 人形浄瑠璃「超馴鹿船出冬桜 ちょっぱあふなでのふゆざくら」（2022年11月5日 - 6日、熊本県立劇場） - チョッパー 役[86]

### CM
- アセムヒEX（2025年6月10日 - 、池田模範堂）[87]
  - テレビCM「汗かゆみスパイラル」篇
  - WEBムービー「汗かゆみスパイラル 働く女性」篇[88]

### 広報
- 熊本県南阿蘇村大応援プロジェクト 「Minami Aso good」ブランド（2019年7月17日 - 、くまもとDMC・熊本県） - 観光PR大使[動画 5][89][90]
- あらお観光大使（2024年10月15日 - 、荒尾市）[37]

### ネット配信
- ワンピカード情報局（2025年1月2日 - 、ONE PIECEカードゲーム チャンネル）[91]

### イベント
- J2・第37節「ロアッソ熊本 vs ジュビロ磐田」第8回くまもとサッカーフェスタ（2014年10月19日、熊本県民総合運動公園陸上競技場）[92]
- 第40回 火の国まつり（2017年8月5日、上通・下通・サンロード新市街・花畑広場）[93]
- 熊本城・くまもと復興祈念 TKUの日2017（2017年10月22日、熊本城 二の丸広場・桜の馬場 城彩苑）[94]
- マイナビ 東京ガールズコレクション 2020 SPRING/SUMMER（2020年2月29日、国立代々木競技場第一体育館）[95]
- ミヤリサン製薬ラジオ劇場 下町ロケット トークライブ
  - 〜現実を突き抜けろ〜（2022年3月13日、よしもと福岡 大和証券／CONNECT劇場）[96]
  - 〜夢みちびけ〜（2024年2月10日、電気ビルみらいホール）[97]
- 備後国府まつり（2022年7月23日、府中市立府中学園 南グラウンド・広場周辺エリア）[98][99]

## 書籍

### 雑誌連載
- アップトゥボーイ（2025年7月23日 - 、ワニブックス） - 「なるティメットコレクション」[100]

### 新聞・Web連載
- 読売新聞 熊本県版 / 読売新聞オンライン『月刊Team8』（2019年4月24日 - 2021年3月24日、読売新聞西部本社・読売新聞社） - 「倉野尾成美がガツンと叱ります。」を連載[101][102]